# کانالی
کانالی (انگلیسی: Canali) شرکت پوشاک ایتالیایی است، که در زمینه تولید کفش و پوشاک مردانه، فعالیت می‌کند. شرکت کانالی در سال ۱۹۳۴ توسط خانواده کانالی تأسیس شد و هم‌اکنون خانواده کانالی همچنان مالک اکثریت سهام این شرکت می‌باشند.
در ژوئن 2013، بیش از 1700 کارگر در 7 کارخانه کانالی در ایتالیا مشغول کار بودند که بیش از 250000 قطعه محصول را تولید کردند که 87.5 آنرا صادر نمودند. 